# Taryn Gollshewsky
Taryn Linley Gollshewsky (* 18. Mai 1993 in Bundaberg) ist eine australische Leichtathletin, die sich auf den Diskuswurf spezialisiert hat. 2022 wurde sie in dieser Disziplin Ozeanienmeisterin.

## Sportliche Laufbahn
Erste internationale Erfahrungen sammelte Taryn Gollshewsky bei den Jugendweltmeisterschaften 2009 in Brixen, bei denen sie mit 43,84 m den zwölften Platz belegte. Ein Jahr später schied sie bei den Juniorenweltmeisterschaften im kanadischen Moncton mit 43,97 m in der Qualifikation aus. 2014 vertrat sie Australien bei den Commonwealth Games in Glasgow, bei denen sie mit einer Weite von 53,04 m den neunten Platz belegte, wie auch bei der Sommer-Universiade 2015 im südkoreanischen Gwangju, bei denen sie den Diskus auf 53,91 m schleuderte. 2017 qualifizierte sie sich erstmals für die Weltmeisterschaften in London, schied dort aber mit 54,29 m in der Qualifikation aus. Bei den Studentenweltspielen in Taipeh zwei Wochen später gewann sie mit 58,11 m die Bronzemedaille hinter der Deutschen Kristin Pudenz und Valarie Allman aus den Vereinigten Staaten.
2018 nahm sie erneut an den Commonwealth Games im heimischen Gold Coast teil und belegte dort mit einer Weite von 55,47 m den fünften Platz. Im Jahr darauf gewann sie bei den Ozeanienmeisterschaften in Townsville mit 55,14 m die Silbermedaille hinter ihrer Landsfrau Kimberley Mulhall. 2021 siegte sie mit 56,21 m beim Melbourne Track Classic und im Jahr darauf siegte sie mit 57,39 m bei den Ozeanienmeisterschaften in Mackay. Anschließend gelangte sie bei den Commonwealth Games in Birmingham mit 56,85 m auf den vierten Platz. 2023 startete sie bei den Weltmeisterschaften in Budapest und schied dort mit 58,63 m in der Qualifikationsrunde aus. Im Jahr darauf siegte sie mit 60,96 m bei den Ozeanienmeisterschaften in Suva und verpasste anschließend bei den Olympischen Sommerspielen in Paris mit 62,36 m den Finaleinzug.
In den Jahren 2019 und von 2022 bis 2024 wurde Gollshewsky australische Meisterin im Diskuswurf. Sie absolvierte ein Masterstudium für teaching and exercise und Sportwissenschaften an der Central Queensland University in Rockhampton.